# Grease (film)
A Grease 1978-ban bemutatott amerikai filmmusical Randal Kleiser rendezésében, Olivia Newton-John és John Travolta főszereplésével. (Magyar címváltozata, a Pomádé nem terjedt el, csak szűk körben használatos.)
Címét a kor jellegzetes, zselézett hajú, barkót viselő, bőrdzsekit hordó, ún. „Greaser” fiataljai után kapta. A film Jim Jacobs és Warren Casey nagy sikerű musicalje alapján készült, de a színpadi változathoz képest jelentős eltéréseket tartalmaz a cselekményben és a karakterekben egyaránt.
Díszbemutatója 1978. június 4-én volt Los Angelesben és 13-án New Yorkban.
A viszonylag alacsony költségvetésű, eredetileg egynyári sikernek szánt film minden idők legsikeresebb filmmusicalje lett.

## Cselekmény
|  | Alább a cselekmény részletei következnek! |

A helyszín Los Angeles, 1958 nyár vége, a tanév kezdete előtt néhány nappal. Az ötvenes évek végének Amerikája a bőrjakók, Elvis-sérók, fecskefarkú limuzinok, lófarkak, pörgő szoknyák, no és a rock and roll korszaka. Amerikában felnőtt az első generáció, mely az élet minden területén jóval nagyobb szabadságot és jólétet élvezett, mint elődei bármikor.
A nyári iskolai szünet alatt találkozott a vagány Daniel „Danny” Zuko (John Travolta) és a szende Sandra „Sandy” Olsson (Olivia Newton-John). Beleszerettek egymásba, de a nyár véget ért, mind a ketten külön útra térnek. Szeptembertől Dannyt várja a gimnázium utolsó osztálya és T-Birds (Thunderbirds) nevű bandája. Sandy a szüleivel visszautazna hazájába, az akkor még provinciális hangulatú Ausztráliába. A két fiatal az óceán partján érzelmes búcsút vesz egymástól.
Sandy szüleinek terveiben azonban változás áll be, mégsem utaznak haza, Sandy a Los Angeles-i Rydell High Schoolban fejezi be a középiskolát, a véletlennek köszönhetően pont ott, ahová Danny is jár. A csöndes, szerény Sandy az első napon összeismerkedik a butuska, de jóindulatú Frenchyvel, aki bemutatja a legmenőbb csajok, a rózsaszín dzsekiben járó, négy lányból álló Pink Ladies többi tagjának. Sandy gyorsan összebarátkozik a fodrásznak készülő Frenchyvel, a súlygondjaival küszködő, állandóan diétázó Jannal és az idősebb férfiakhoz vonzódó Martyval, egyedül a vagány és cinikus Betty Rizzo, a Pink Ladies vezére nem kedveli különösebben. Romlatlan ártatlansága miatt háta mögött megmosolyogja, Sandra Dee-nek nevezi (Sandra Dee egy akkoriban népszerű, Sandyhoz hasonló, naiv és romlatlan karaktereket játszó, fiatal, szőke színésznő volt). Sandy új barátnőinek elmeséli nyári kalandját, barátja nevét is elárulja, persze nem is sejti, hogy Danny is az iskola tanulója. Az egymásról nem tudó két fiatal hamarosan némi segítséggel „véletlenül” összefut egymással.
Őszinte meglepetéssel és örömmel fogadják egymást, de Danny gyorsan kapcsol: haverjai előtt muszáj őriznie a nagymenő bandavezér látszatát, fölényesen és félvállról beszél Sandyvel, aki ezt zokon veszi, így kapcsolatuk jövője kétségessé válik. A csalódott és megalázott Sandyt Frenchy vigasztalásul meghívja szülei házába, a Pink Ladies lánybulijára. A bulinak a kocsin érkező T-Birds vet véget, amikor a másfajta élményekre vágyó Rizzo leereszkedik az emeletről az esőcsatornán, és a fiúkkal megy, majd az este hátralévő részét egy autóparkolóban tölti Danny legjobb barátjával, Kenickie-vel (Jeff Conaway). Danny korábbi csúnya viselkedését megbánva otthagyja őket; a banda másik három tagja, Sonny, Doddy és Putzie a lányok helyett kénytelen beérni egy-egy szelet pizzával…
Noha a szerelem megmarad, Danny érzései ellenére továbbra is inkább a bandájával, Kenickie feljavítandó kocsijával és a konkurens Scorpions bandával, mintsem nyári szerelmével törődik. Sandy megpróbál az iskola atlétikai csapatának egyik izmos, de üresfejű tagjával, Tommal (Lorenzo Lamas) vigasztalódni, de szíve csak Dannyhez húzza.
Miután pár héttel később véletlenül összefutnak a társaság kedvenc gyorséttermében, Danny újra emberien viselkedik, őszintén bocsánatot kér múltkori csúnya viselkedésért, elmeséli Sandynak, hogy a bandában mennyire fontos a nagymenő látszatát őriznie, de azért tesz néhány lekicsinylő megjegyzést a „bicepszagyú” Tomra, és közli, bármikor lepipálja. Mikor Sandy azt válaszolja, hogy „hiszem, ha látom”, újra kibújik Dannyből az öntelt nagymenő. Meg akarja mutatni Sandynek, ezért maga is belép az atlétikai csapatba, de a sportok világa távol áll tőle. Mr. Calhoun, az iskola edzője (Sid Caesar) sorra megpróbálja bevezetni a különféle sportágakba, de Danny mindenütt elsőre leszerepel. Végül abban maradnak, csapat- és küzdősportok helyett tán a távfutást kéne megpróbálnia, ott egymagában legalább nem csinálhat semmi bajt.
Futás közben észreveszi, Sandy és a buta Tom épp a lelátón vannak. Megint megpróbálja előadni a nagymenőt, rákapcsol a futásra, „én is vagyok olyan sportoló, mint Tom” arckifejezéssel fut el előttük, ám míg féltékenységében őket figyeli, hasra esik egy futóakadályban. A helyzet kínos, hatalmas leszerepelés is lehetne, ám Sandy azonnal odarohan a sérült Dannyhoz, Tom már nem is létezik a számára. A pár újra egymásra talál, Rizzo viszont kiadja Kenickie útját. Egy jelenetből részletesebben kiderült volna szakításuk oka, de durvasága miatt végül inkább kihagyták a filmből.
Hamarosan következik az év eseménye, az iskolabál és táncverseny, melyet egy országos tévécsatorna is közvetít, a népszerű National Bandstand tévéműsor egyik adásaként.
A műsorvezető egyesével, menet közben válogatja ki a kieső táncosokat. Sandy és Danny majdnem a végéig kitartanak, de Sandy végül csak kiesik. Danny a Scorpions banda vezérének, Leónak barátnőjével, a nagymenő Cha Cha diGregorióval folytatja, majd nyeri meg a táncversenyt. Bár rosszul esik neki, Sandy ezt még megbocsátja, de az autósmoziban Danny messzebbre próbál menni, mint amennyi az ártatlan Sandy számára elfogadható. Ismét összevesznek, Sandy rávágja az ajtót, és elmegy, kapcsolatuk ismét zátonyra fut.
Ezalatt a T-Birds és a Scorpions között egyre nő a feszültség. Noha az előbbi inkább csak egy haveri társaság, a Scorpions kicsit keményebb dió. Leo egy durva és akár erőszakra is hajlamos figura. A már említett parkolóban előbb véletlenül, majd szándékosan nekitolatva összetörte Kenickie kocsiját, a vele lévő Rizzóra és a kocsira gúnyos és lekicsinylő megjegyzéseket tett. Az iskolabálon is kis híján összeverekedtek, mert Kenickie Leo barátnőjével, Cha Chával táncolt. A nézeteltéréseket az akkoriban szokásos módon, egy autóversennyel kívánták megoldani.
Leo nitróval felturbózott autójával kell megmérkőznie Kenickie frissen felújított, de régi kocsijának, melyért egész nyáron dolgozott. A tét: a győztes viszi a vesztes kocsiját. A helyszín a Los Angeles folyó kibetonozott medre, melyben száraz időben csak középen folyik némi víz. A versenyre a T-Birds és a Pink Ladies tagok mind elmennek, kivéve az önmagával és eddigi szabados életvitelével meghasonlott Rizzót. Sandy is elmegy a versenyre, de nem csatlakozik a többiekhez.
Közvetlenül a verseny előtt Kenickie beveri a fejét a kocsi ajtajába, így a Leo legnagyobb mulatságára nem tud indulni, Danny kénytelen vezetni az autót. Leo alantas húzásai miatt majdnem balesetet szenved, de végül nehéz verseny után győz. A T-Birds tagjai és a lányok boldogok, Sandy csak távolról figyeli az eseményt. Rájön, Danny sohasem lesz olyan, mint ő, neki kell Dannyhoz hasonlóvá válnia. Elhatározza, elbúcsúzik régi, kislányos korszakától, nem akar többé az ártatlan „Sandra Dee” lenni, s ehhez a vagány csajoktól kér segítséget.
Eljön 1959 júniusa, a végzősök számára elérkezik az utolsó nap. Az igazgatónő az iskolarádión keresztül elmondja az ilyenkor szokásos búcsúztatót, majd rászól az elérzékenyült titkárnőre, hogy ne nyafogjon. Odanyújt neki egy papírzsebkendőt, de a másikat magának tartja meg, és mindketten sírva fakadnak…
A záróbulira egy kisebb vidámparkot állítanak fel az iskola udvarán; a végzősök utoljára egy hatalmas bulit csapnak. Danny tudja, Sandy is ott lesz, ezért feledve addigi vagány stílusát, az iskola sportcsapatának fehér melegítőjében jön el, bizonyítandó, hogy mégis ért el valamit sportolóként. Ekkor megérkezik Sandy, ám a fiúk szája tátva marad a csodálkozástól. Az addig csöndes, jól nevelt lány sztreccsnadrágban, bőrdzsekiben, kikozmetikázva jelenik meg, és meglehetősen kihívóan viselkedik Dannyvel, aki először ugyan elcsodálkozik, de egyáltalán nincs ellenére a változás.
Sandy és Danny, Kenickie és Rizzo újra egymásra találnak; a tornából megbukott Doody kivételével mindenki boldog. A stréber Patty Wilcox személyében a buta Tom is megtalálja a párját, a végzősök megerősítik az örökre szóló barátságokat, majd mindnyájan elindulnak a felnőtt élet rögös útján…
|  | Itt a vége a cselekmény részletezésének! |

## Szereplők
| Szerep                                                                  | Színész            | Magyar hang       | Magyar hang           |
| Szerep                                                                  | Színész            | 1994 (VHS, DVD)   | 1998 (VHS)            |
| ----------------------------------------------------------------------- | ------------------ | ----------------- | --------------------- |
| Danny Zuko, a T-Birds vezére                                            | John Travolta      | Gergely Róbert    | Széles Tamás          |
| Sandy Olsson, ausztrál diáklány                                         | Olivia Newton-John | Balázs Ágnes      | Kisfalvi Krisztina    |
| Betty Rizzo, a Pink Ladies vezére                                       | Stockard Channing  | Détár Enikő       | Náray Erika           |
| Kenickie, Danny legjobb barátja, T-Birds-tag                            | Jeff Conaway       | Rékasi Károly     | Megyeri János         |
| Doody, T-Birds-tag                                                      | Barry Pearl        | Forgács Péter     | Szokol Péter          |
| Sonny LaTierri, T-Birds-tag                                             | Michael Tucci      | Kocsis György     | Kapácsy Miklós        |
| Putzie, T-Birds-tag                                                     | Kelly Ward         | Győri Péter       | Seszták Szabolcs      |
| Frenchy, Pink Ladies-tag                                                | Didi Conn          | Balogh Erika      | Mezei Kitty           |
| Jan, Pink Ladies-tag                                                    | Jamie Donnelly     | Kiss Erika        | Liptai Claudia        |
| Marty Maraschino, Pink Ladies-tag                                       | Dinah Manoff       | Kocsis Mariann    | Biró Anikó            |
| McGee, igazgatónő                                                       | Eve Arden          | Halász Aranka     | Fabó Györgyi          |
| A tiniangyal                                                            | Frankie Avalon     |                   |                       |
| Vi (Viola), az idősebb pincérnő                                         | Joan Blondell      | Czigány Judit     | Várnagy Katalin       |
| Fiatalabb pincérnő                                                      | Ellen Travolta     |                   |                       |
| Vince Fontaine, rádiós és tévés műsorvezető                             | Edd Byrnes         | Varga T. József   | Németh Gábor          |
| Mr. Calhoun, testneveléstanár és edző                                   | Sid Caesar         | Szersén Gyula     | Horányi László        |
| Mrs. Murdock, az iskola autószerelő műhelyéből                          | Alice Ghostley     | Zsolnai Júlia     | Farkas Zsuzsa         |
| Blanche Hodel, iskolatitkárnő                                           | Dody Goodman       | Szabó Éva         | Czigány Judit         |
| Patty Simcox, a stréber diáklány                                        | Susan Buckner      | Orosz Helga       | Árkosi Kati           |
| Tom Chisum, a bicepszagyú atléta                                        | Lorenzo Lamas      |                   |                       |
| Wilkins, iskolanővér                                                    | Fannie Flagg       | Némedi Mari       |                       |
| Mr. Rudie, tanár                                                        | Dick Patterson     | Botár Endre       | Cs. Németh Lajos      |
| Eugene Felznic, az iskola lúzere                                        | Eddie Deezen       |                   |                       |
| Mr. Lynch, tanár                                                        | Darrell Zwerling   | Cs. Németh Lajos  |                       |
| Charlene “Cha Cha” DiGregorio, Danny egykori és Leo jelenlegi barátnője | Annette Charles    | Prókai Annamária  | Hirling Judit         |
| Leo Balmudo, a Scorpions banda vezére                                   | Dennis C.Stewart   | Haás Vander Péter | Kolovratnik Krisztián |
| Mike, atléta                                                            | Michael Biehn      |                   |                       |

## Filmzene
A filmben az eredeti musicalváltozat dalaiból néhányat kihagytak, néhány pedig más alkalommal és más módon hangzik fel, mint a színpadon. A filmváltozathoz négy új szám készült. A You’re The One That I Want és a Hopelessly Devoted to You John Farrar szerzeménye. Louis St. Louis szintén a filmhez írta a Sandy című dalt. Érdekes módon maga a Grease dal sem szerepelt az eredeti változatban, Barry Gibb írta a film számára. A két gyorséttermi jelenetben a zenegépből háttérzeneként hallható két nagy korabeli sláger, Jerry Lee Lewis Whole Lotta Shakin’ Goin’ On és Ritchie Valens La bamba című dala eredeti változatban.
A Paramount Pictures feliratot és a filmzene stílusában külön hozzá írt rövid zenét követi a film bevezető jelenete, Sandy és Danny búcsúzása az óceán partján. A jelenetet a Love Is a Many Splendored Thing című dal zenekari változata kíséri. Eredetileg nem része a musicalnek, az azonos című 1955-ből való amerikai film slágere volt, a sok híres előadó által feldolgozott dal először a The Four Aces együttes előadásában lett világhírű. Ezt követi a Grease, a film címzenéje, melyet Barry Gibb írt és Frankie Valli ad elő. A dal szintén nem szerepelt az eredeti musicalben. Az iskola (Rydell High School) udvarán gyülekező fiatalok jelenetében még néhány másodpercre kísérőzeneként felhangzik a Grease motívum. Az igazgatónő iskolarádiós megnyitó beszéde előtt a Rydell induló énekkari változatát játsszák le a diákoknak, magnóról. Első nap ebédidőben Danny a haverjainak, Sandy új társnőinek elmeséli találkozásuk történetét, két teljesen ellentétes verzióban. A jelenet alatt hangzik fel a Summer Nights, a film egyik legismertebb dala. Az ebédelni készülő lányok a La bamba című dalt dudorásszák, mely akkor egy friss és nagyon népszerű sláger volt, később egy zenegépből is felhangzik.
Szombat este tartják a gimnázium tábortűz melletti évnyitó buliját a sportpályán. A Rydell-sportindulóval vonul be az iskola zenekara, majd a jelenetben rövid időre még kétszer hangzik fel az induló. Sandy és Danny rosszul sikerült találkozása után Sandyt a lányok meghívják egyikükhöz egy lánybuliba, vigasztalódni. Egy rövid, humoros kis dal következik egy egykori tévéreklámból, a fogmosó mókus (?) dala. Betty Rizzo, a Pink Ladies vezére túlzott ártatlansága miatt nem nagyon szimpatizál Sandyval, egy gúnydalt énekel róla, Look at Me I’m Sandra Dee címmel. A dal utalás az akkoriban népszerű, romlatlan fiatal karaktereket alakító Sandra Dee színésznőre. A buli a nyitott kocsiban érkező T-Birds banda megérkezésével ér véget, akik a Rydell-induló kiforgatott szövegű változatát éneklik éppen. Rizzo leereszkedik az ereszcsatornán, és a fiúkkal megy, majd közelebbi kapcsolatba kerül a fiúk egyikével, Kenickie-vel. A csalódott Sandy a hátsó udvaron elénekli a film egyik legnépszerűbb dalát, címe Hopelessly Devoted to You. A dal eredetileg nem volt a musicalben, John Farrar külön a film számára írta.
Következő jelenetben a banda az iskola garázsában elkezdi helyrehozni Kenickie kocsiját. A félig roncs helyrehozása meglehetős lelkesedést igényel, amit Danny hoz meg a Grease Lightning című dallal. Eredetileg a kocsi tulajdonosa, Kenickie énekelte, de a filmben átadták Danny számára.
Délutánonként a Frosty Palace gyorsétteremben gyűlnek össze a fiatalok, ahol a zenegépből a tragikusan és nagyon fiatalon elhunyt Ritchie Valens La bamba című számát halljuk, mely egy mexikói népdalból vált rock slágerré 1958-ban. Sandy is bedob egy érmét a zenegépbe, az It’s Raining On Prom Night című dalt kéri, mely az eredeti musicalben is szerepelt, egy rádióban adott dal formájában. A filmben Cindy Bullens énekli.
Pár nappal később egy este Sandy és Danny ismét elmennek a Frosty Palacebe, ahol háttérzeneként Jerry Lee Lewis Whole Lotta Shakin’ Goin’ On című száma hallható. Miután a társaság elmegy, csak a Pink Ladies egyike, az iskolából egy fodrásztanfolyam miatt kimaradt, de onnan is kidobott Frenchy marad. Képzeletében őrangyala énekel neki egy dalt Beauty School Dropout címmel, melyben rábeszéli, folytassa a gimnáziumot, és érettségizzen le. Eredetileg Frankie Valli szerette volna elénekelni, de végül az ötvenes évek végének egyik legnagyobb sztárja, Frankie Avalon kapta meg. Kárpótlásul Frankie Valli énekelhette a Grease dalt.
Hamarosan következik az év eseménye, az iskolabál. A zenekar fellépése előtt magnóról hallható Louis St. Louis előadásában a Rock ’N’ Roll Party Queen. A buli alatt a talpalávalót a Johnny Casino and the Gamblers, valódi nevükön a Sha-Na-Na együttes adja. Első számuk a Rock ’N’ Roll Is Here To Stay, mely nem része az eredeti musicalnek, a Freddy and the Juniors együttes dala volt az ötvenes évek második felében. Ezt követi a Those Magic Changes, majd a Tears on My Pillow, eredetileg a Little Anthony and the Imperials dala 1958-ból. Sok más előadó mellett néhány éve Kylie Minogue is elénekelte. Ezután néhány taktus erejéig a zenekar a Rydell-indulót játssza, ezt követi a két számból álló táncverseny első dala, az Elvis Presley által világhírűvé vált Hound Dog, majd a döntő dal, a Born to Hand Jive. A ráadásdal a félhomályban játszott Blue Moon, egy 1934-ből való örökzöld.
A következő jelenet már az autósmoziban játszódik, ahol éppen a Massza című horror-sci-fi és más filmek előzetesei mennek, a hozzájuk tartozó kísérőzenével. Miután Sandy és Danny a moziban ismét összevesznek, és Sandy elmegy, a szerelmes Danny dala következik Sandy címmel. A dalt külön a filmhez írta Louis St. Louis. Eredetileg a jelenetet az Alone in the Drive-in Movie című instrumentális szám kísérte volna.
Ezután következik az autóverseny, előtte a Kenickie-vel összeveszett Rizzo énekli There Are Worse Things I Could Do dalát az iskola udvarán, melyben önmaga előtt elismeri, elege van saját túlzott vagányságából, és valójában boldogságra vágyik. Az autóverseny helyszínére való megérkezéskor a Grease dallama, a verseny alatt a Grease Lightning hallható, mindkettő nagyzenekari változatban, aláfestő zeneként. A jelenet végén énekli Sandy Look at Me, I’m Sandra Dee című dalát, melyben elbúcsúzik régi, kislányos énjétől. A két előző dal megmutatja a film második, rejtettebb cselekményvonalát, az önmaga túlzott tisztaságával, illetve vagányságával betelt Sandy és Rizzo változását a boldogság érdekében.
Hamarosan már az évzáró buli következik, az iskolaudvaron felállított vidámparkkal. Az igazgatónő búcsúbeszéde alatt a Rydell-induló zenekari változata hallható, majd ugyanennek a szaxofonos, vidám változatára özönlenek ki a végzősök a vidámparkba. Danny és az átváltozott Sandy találkozása alatt hallható a film legismertebb dala, John Farrar szerzeménye, az évtizedek múltán is rekordokat döntögető You’re the One That I Want. Miután mindenki megtalálta a párját és boldog, a végzősök még utoljára közösen eléneklik We Go Together című dalukat, melyben örök barátságokat fogadnak egymásnak. A film zárófelirata alatt ismét Frankie Valli énekli a Grease című dalt.

## A film előzményei

### A musical és alkotói
Jim Jacobs 1942-ben Chicagóban született, gitáros és énekes volt különféle helyi zenekarokban, majd a The Chicago Stage Guild nevű színjátszó csoport tagja lett. Warren Casey 1935-ben született New Yorkban, a diplomája megszerzése után 1957-ben érkezett Chicagóba, ahol képzőművészettel és szintén színházzal foglalkozott. 1963-ban ismerkedtek össze, szintén Chicagóban, a következő években mindketten színházi produkciókkal foglalkoztak.
A Grease alapötlete 1970-ben, egy színházi bemutató utáni partin született, ahol az ötvenes évekből való régi hanglemezeket játszottak, felelevenítették az általuk is megélt korszak hangulatát: ekkor javasolta Jim Jacobs, hogy próbáljanak meg egy zenés színdarabot összehozni, mely az ötvenes évek végén, a greaser korszakban játszódik. Még aznap éjjel, néhány sör után össze is állt az alaptéma. Középiskolás, bőrdzsekis greaser fiúk és barátnőik, régi autók, gyorsétterem, autósmozi, hozzá a Rock and Roll korszak aranykorának hangulata és zenéje. Még aznap este megszületett a mű címe, a Grease.
A színdarab bemutatója 1971. február 5-én volt a chicagói Kingston Mines kísérleti színházban, 18 amatőr előadóval, 120 fős közönség előtt. Ekkor még a szereplők nem énekeltek, a szöveges részek között zenei bejátszások voltak. A nézők között két broadwayi producer is volt, akik mindjárt az előadás után meghívták a darabot New Yorkba, azzal a javaslattal, írják át a darabot musicallé. Egy évvel később, 1972 Valentin-napján mutatták be az off-Broadway Eden Theatre színházban, ahol hamarosan négy Tony-díj-jelölést is kapott.
Miután kissé finomítottak a szövegkönyvön, június 7-én bemutatták a nagy Broadhurst színházban. A Broadway bemutatóval megszületett a Grease musical, az egyik legelső a műfaján belül, mely fiatalokról szólt fiataloknak. Témája a felnőtté válás nehézségei, lázadás, párválasztás, mindez az ötvenes évek végének korszakába helyezve. Még abban az évben ország, majd világjárásra indult a Grease. Az 1972-es amerikai és kanadai túra alatt John Travolta alakította Doddy szerepét. A Broadwayon 1980. április 13-ig volt műsoron, összesen 3388 előadásban. Londonban az akkor még szinte ismeretlen Richard Gere, majd Paul Nicholas énekes alakította Dannyt, Sandy szerepében többek között Elaine Page volt látható. A Grease a világ színpadjain különféle szereposztásokban azóta is műsoron van. Az eredetileg nyers, szabad szájú párbeszédeken az idők során sokat finomítottak, egy minden durvaságot mellőző iskolai változat is született. A film sikere után ismét változtattak, néhány dalt beintegráltak a színpadi változatba.

### A film előzményei
Allan Carr egy chicagói bútorkereskedő fia volt. A családi vállalkozást félretéve kora ifjúságától a színház és film világa vonzotta. Eleinte kisebb színdarabok producere volt, majd a hatvanas években Hollywoodba tette át a székhelyét, ahol egyre ismertebb színészek menedzselésével foglalkozott.
1974-ben, New Yorkban látta először a musical színpadi változatát, még aznap megtörtént az elhatározás a megfilmesítésről. Másnap felhívta Ken Waissmant, a musical egyik producerét, de az üzlet nem jött létre, mert a megfilmesítés jogát már eladták. Két évvel később, egy Broadway bemutatón Carr személyesen is összefutott Waissmannal, aki közölte, véletlenül éppen előző nap mondták le az előző vevők, így a jog ismét eladó. Végül Allan Carr 200 000 dollár összegért megvásárolta a Grease megfilmesítési jogát. Mivel nem volt ennyi pénze, részletfizetési kedvezményt kért és kapott.
Mivel a musical jogának előző megvásárlóival szemben már jelentősebb produceri múltat mondhatott maga mögött, több feltételt is kiköthetett, például a cselekmény jelentős fokú átírása, a karakterek jellemvonásainak megváltoztatása, egyes zeneszámok kihagyása, helyettük újak alkalmazása, majd elindult egy nagy stúdiót keresni a film megvalósításához.
Eleinte nem járt sikerrel: mindenhol figyelmeztették, hogy az ötvenes évek iránti nosztalgiahullám véget ért, a film sikertelen lesz. Allan Carr azonban nem tett le a vállalkozásról. Még korábban, 1975-ben megismerkedett a Tommy című musical forgatása kapcsán az akkor már nagynevű, többek között a Jesus Christ Superstarból is ismert Robert Stigwood producerrel, később a két producer együtt folytatta a Grease filmre vitelének előkészületeit. Az eredetileg egynyári sikernek szánt Grease forgatására igen csekély összeg állt rendelkezésre. A film egyik szponzora eredetileg a Coca-Cola volt, már a forgatások közepette ez megváltozott Pepsi-Colára, a gyorsétteremben játszódó, Coca-Colára utaló, már leforgatott jelenetből kiretusálták a Coca-Cola reklámot.
A cselekményt alaposan átírták, egyes karaktereket némileg megváltoztattak, például az eredeti változatban Kenickie egy nagydarab, közönséges figura, Cha Cha DiGregorio pedig egy túlsúlyos, kissé vicces, mindig sárga ruhában járó hölgy volt. A színpad adottságainak megfelelően a jelenetek nagyobb része játszódott eredetileg a gyorsétteremben, Danny bandájának eredeti neve Burger Palace Boys volt, ez a filmben az autókra és autóversenyekre jobban utaló T-Birdsre (Thunderbirds) változott. A film rendezését az addig csak tévéfilmeket rendező, 29 éves Randal Kleiserre bízták, a koreográfus a Broadway változatban is közreműködő Pat Birch maradt. A szereplők kiválasztása után további kisebb változtatásokat eszközöltek, például a lengyel származású, de született amerikai Sandy Dumbrowski karakterét Olivia Newton-John ausztrál akcentusa miatt változtatták meg az ausztrál Sandy Olssonná.

## Szereplőválogatás

### Danny és Sandy
Eleinte nem találtak megfelelő színészeket. Szóba került, hogy a film cselekményének megfelelően, középiskolás korú színészeket alkalmazzanak, de ezt végül elvetették, a már akkor is retro-életérzést felelevenítő filmet nem kívánták kizárólag a tinédzser közönség igénye szerint, névtelen fiatal színészekkel leforgatni. Danny szerepét először a Paramount egy akkori sztárjának, Henry Winklernek szánták, de nem vállalta. Később még a korosodó és pocakosodó Elvis Presley neve is szóba került. Allan Carr végül egy New York-i utazása alkalmával, szállodai szobájának a tévéjében, véletlenül látta meg az akkor még kevéssé ismert John Travoltát, egy tévésorozat szereplőjeként (Welcome Back, Kotter). Azonnal felhívta a másik producert, Robert Stigwoodot, hogy kapcsoljon ő is az adott tévécsatornára.
Öt perc után eldőlt, John Travolta az ideális Danny Zuko. A vele történt személyes beszélgetés során kiderült, John hosszabb időn keresztül játszotta Doddy szerepét színpadon, tökéletesen átérzi a Grease-korszak hangulatát. A tárgyalás eredményeképpen aláírtak egy egymillió dolláros szerződést, mely három mozifilmre szólt. Robert Stigwood befolyásának és nevének köszönhetően a Paramount vállalta a filmek elkészítését. A három közül az első az 1977-es Szombat esti láz volt, mely hisztérikus sikert váltott ki, vele kezdődött a diszkókorszak.
A következő nehéz feladat a kemény Danny mellé egy tőle mindenben különböző, de mégis egyenrangú Sandy megtalálása volt. A szerepre több, nálunk kevésbé ismert színésznő is számításba jött, a The Osmonds együttesből is ismert Marie Osmond volt a fő esélyes. Marie viszont mormon vallású volt, hitével összeegyeztethetetlen volt Sandy film végi átalakulása, ezért végül nem vállalta el a szerepet.
Helen Reddy, egy Kaliforniában élő, főként a hetvenes években népszerű ausztrál énekesnő által adott vacsorán Allan Carr a vendégek között véletlenül fedezte fel a tökéletes Sandyt, Olivia Newton-John személyében. Olivia akkoriban már évek óta Amerika első számú kedvence (America’s Sweetheart) és egyik legsikeresebb énekesnője volt, de Sandyként nem került szóba addig. Allan Carr mindjárt a vacsora után felajánlotta a szerepet számára.
Olivia félve vállalta el a szerepet. Minimális színészi gyakorlattal rendelkezett, addig csak egyetlen, sikertelen mozifilmben szerepelt (Toomorrow), melynek bukását karrierje is kis híján megsínylette, félt az újabb kudarctól és a rajongók szeretetének elvesztésétől. 29 éves kora miatt úgy vélte, nem alakíthat hitelesen egy középiskolás lányt. Megnyugtatták, a film összes szereplője idősebb a szerep szerinti koránál, de Olivia próbafelvételt kért, annak eredményétől tette függővé a szerep elvállalását.
A szokásos olcsó próbafelvétel helyett az autósmozi-jelenet autóban játszódó részét teljes egészében leforgatták. John Travolta segítőkészsége és bátorítása mellett az eredmény annyira jó lett, hogy ez alapján készítették el a végleges verziót. A próbafelvétel után, két nap gondolkodási időt követően Olivia viszonylag szerény, 125 000 dolláros díjért és bizonyos részesedésért vállalta a szerepet. Egyes hírekben felmerült, hogy még ezt az összeget sem kapta meg, mindössze 10 000 dollárt. Az igen sikeres filmzenei album bevételéből való nagyobb részesedésért is sokévi pereskedés kezdődött a későbbiekben.

### Kenickie és Rizzo
Kenickie szerepére Jeff Conawayt választották, John Travolta ajánlására. Miután egyrészt a színpadon előzőleg két és fél évig alakította a vezér Danny szerepét, másrészt a színpadi változatokban Kenickie egy nagydarab, zömök, nem feltétlenül szimpátikus karakter, elsőre nem akarta vállalni a szerepet. Húsz perc gondolkodási idő után azonban meggondolta magát, mégis vállalta az alvezér szerepét. Kizárólag miatta változtattak a karaktereken, Danny és Kenickie eszerint a legjobb barátok voltak. Jeff Conaway a Grease forgatása során szerzett hátsérülése és az abból adódó folyamatos fájdalmai miatt kezdett később drogokat használni. Szintén a forgatás során ismerte meg későbbi feleségét Rona Newton-Johnt, Olivia nővérét.
Rizzo szerepére már ki volt választva Lucie Arnaz, ám a szerepet próbafelvételhez kötötték, amit ő nem volt hajlandó vállalni. Stockard Channing személye Allan Carr ötlete volt, miután látta őt egy filmben, amiben egy fiatal autótolvaj lányt alakított. Végül egy pénteki napon kapta meg a szerepet, három nappal a forgatás hétfői kezdete előtt. A hétvége egészét a dalok hallgatásának szentelte, így hétfőre képes volt lélekben is magára venni a valós énjétől távol álló Rizzo személyíségét.

### A további szereplők
Az edző szerepére is eredetileg mást szántak, de végül Sid Caesar komikus kapta a szerepet. A Vi szerepét játszó Joan Blondell neve ugyan nálunk kevésbé ismert, de Amerikában a harmincas évektől kezdve népszerű, Oscar-jelölt színésznő volt. Már betegen játszotta a szerepet, két évvel később meghalt. A fiatalabb pincérnőt Ellen Travolta, John testvére alakította. A fiatal Lorenzo Lamas a sportoló Tom szerepét kapta, a kezdő Michael Biehn a baseballcsapat fogóembere volt, szöveges szerep nélkül.

## A forgatás
A film forgatása 1977. június 23-án kezdődött és összesen 53 forgatási nap volt. A forgatókönyv sok esetben csak lazán volt megfogalmazva, a színészek szabadjára voltak eresztve, sok esetben spontán párbeszédek zajlottak, a munka egésze egy vidám ünnephez hasonlított. A színészek a filmbéli nevükön kezdték egymást szólítani, a szünetekben korabeli dalokat énekeltek, szinte újraélték a rock and roll korszakot és saját gimnáziumi éveiket. A Paramountnál a forgatást Allan Carr Partynak kezdték nevezni.
Olivia akcentusa miatt Sandy karakterét amerikai helyett ausztrálra változtatták.
A komolyabb táncjelenetekben eredetileg nem vett volna részt. Bár John Travolta képességeit nem tudta elérni, Pat Birch koreográfus segítségével és kétheti kemény gyakorlással végül képes volt eljátszani a táncverseny-jelenetet. Az egyik táncelem első kipróbálása során a hátára esett, és megsérült. A Diana Hyland halála miatt mélyponton lévő John és a Lee Kramerrel átmenetileg szakító Olivia között egyfajta vonzalom, majd évtizedekig tartó barátság alakult ki a forgatás során.
A film forgatásának felénél készült el John Farrar dala, a Hopelessly Devoted to You nyers változata, melyet a rendező csak némi bizonytalankodás után engedett a filmbe. A dal később Oscar-jelölést kapott. A legutolsó forgatási nap 1977. augusztus 16. volt. Ezen a napon vették fel Stockard Channing Look at Me, I’m Sandra Dee című dalát, melyben Elvis Presleyt is említik. A jelenet forgatása közben érkezett a hír, hogy meghalt Elvis Presley. A filmet záró karneváli jelenetet egy utazó vidámpark véletlen érkezése alatt forgatták le egy nap alatt, azonban mivel a rendező további premier plán felvételeket óhajtott, így a már továbbállt vidámpark egy részletét a stúdióban reprodukálták.
Az elkészült film sokban eltér a színpadi változattól. A neveken változtattak, a film által adott lehetőségeknek köszönhetően több jelenetet átírtak, az eredeti változat nyerseségén finomítottak, néhány dalt kihagytak, helyettük újakat írtak. A Grease az élet és a fiatalság ünnepe, bár a hétköznapi középiskolás valóságtól az alkotók által is tudottan eltér.

### Érdekességek a forgatásról
- A film legelső, tengerparti jelenetében egy hullám eláztatja a parti sziklán ücsörgő Sandyt és Dannyt. Az eláztatás egyáltalán nem volt megtervezve, a nagyobb hullám teljesen váratlanul érkezett és a víz meglehetősen hideg volt.
- A Frosty Palace jelenetben Sandy és Tom felett látható egy elhomályosított plakát, egy egykori Coca-Cola-reklám. Ennek az oka, hogy a filmet eredetileg a Coca-Cola szponzorálta volna, ezt azonban utólag megváltoztatták Pepsi kólára. A gyorsbüféjelenet viszont már le volt forgatva, újraforgatni költséges lett volna, ezért utólag elhomályosították a Coca-Cola-reklámot, amely így is felismerhető maradt. A legújabb verzióról már digitális úton eltávolították, több egyéb tükröződéssel együtt. A filmet bevezető rajzfilmszegmensben már Pepsi kólareklám látható.
- Az iskolabál jelenetről Randal Kleiser rendező elmondta, a valódi iskolai tornateremben nehezen elviselhető szag volt, szavai szerint mintha egy döglött tehenet tároltak volna benne.
- Kenickie félig roncs kocsija a forgatás során nem változott, a felújított kocsi másik példány volt.
- Sandy szűk, fekete nadrágját a filmgyár ruhatárában véletlenül találták, egyébként valóban az ötvenes évek végéről származó korhű darab. Mivel pontosan megfelelt a kívánalmaknak, fel is használták, ám a cipzárja nem működött, és a mérete is kicsit nagyobb volt a kelleténél. A jelenet forgatása egy napig tartott, erre az időre a nadrágot gyakorlatilag rávarrták Oliviára, csak ollóval lehetett levenni. Az eltávolíthatatlan nadrág miatt Olivia a teljes forgatási napon nem mert vizet inni. A nadrágot a forgatás után megtartotta, azóta is a szekrényében pihen. Mivel a sztreccs anyag az évtizedek alatt elveszítette rugalmasságát, már nem hordható.
- A buta Tomot alakító Lorenzo Lamas abban az időben Olivia egyik legnagyobb rajongója volt. Noha lett volna néhány mondatos szerepe, annyira zavarba jött Olivia társaságában, hogy képtelen volt a szerepét elmondani. Végül úgy döntöttek, ennek ellenére benne marad a filmben, kuka lesz, csak kellően buta képet kell vágnia. Egyetlen hallható szót ejt ki a gyorsbüfé jelenetben: yeah.
- Az iskolabál jelenetben látható National Bandstand verseny az 1952 és 1989 között valójában is létezett, igen népszerű American Bandstand tévéműsor megfelelője volt a filmben.
- Jeff Conaway a forgatás során ismerte meg későbbi feleségét, Olivia nővérét, Rona Newton-Johnt. Kapcsolatuk hét évig tartott.

### Kimaradt jelenetek
A második Frosty Palace-jelenetben Rizzo nyakon önti Kenickie-t egy pohár turmixszal, majd otthagyja, s a fiú utánarohan azt kiabálva, beszélni akar vele. Közvetlenül ezután következett volna egy jelenet, melyből a köztük lévő nézeteltérés részletesen kiderült volna, de durvasága és szabadszájúsága miatt Scorsese-jelenetként hivatkoztak rá, és végül kihagyták.
Több, rövid, a cselekmény szempontjából nem jelentős részletet is kihagytak a végső változatból, ezeknek csak a fekete-fehér változata maradt fent, megtekinthetőek az extrákkal bővített kiadványokon:
- A nagy sikerű, Barry Gibb által írt főcímzenét eredetileg egy másik szám helyettesítette. A dalt az eredeti musical számainak stílusában írták, és a fiatalok ötvenes évekbeli életstílusáról szól. Mindkét számnak a címe Grease. A rajzfilmes főcímet az eredetihez készítették, azonban a Frankie Valli által énekelt dalhoz is remekül illett, amely mellett végül döntöttek.
- Az első tanítási napon, mikor a T-Birds fiúk Eugene-t alázzák, Sonny rálép a fehér cipőjére foltot hagyva, amit Eugene hibajavító ecsetelővel próbált orvosolni.
- Az igazgatónő beszéde eredetileg nagyobb terjedelmű volt, ahol áremelésekről, influenza elleni oltásról, mellkasröntgenről beszél. Megemlíti, hogy készségesen áll a diákok rendelkezésére, mert ő nemcsak az igazgató, hanem a pajtásuk is. (Az igazgató angol megfelelője a „principal”, elmondása a „prince” (=herceg) szó mellett megtalálható a „pal” (=pajtás) is.) A beszéd alatti diákokkal foglalkozó jelenetek is hosszabbak voltak. Láthattuk volna többek között, ahogy Sandy belép az osztályba, valamint azt, ahogy Danny, Kenickie és Putzie szórakoznak a békával, mielőtt Patty Simcox táskájába teszik.
- Miután Marty megkérdezi Frenchyt, hogy okosabbnak tűnik-e új szemüvegétől, Rizzo rávágja, hogy nem, így is látszik a képe. Ezt több kimaradt párbeszéd követi. Marty Rizzo sértésére rizspudingot öntene a melltartójába*, azonban Jan örömmel elfogadja*. Sandy felkínálja Jannek a káposztasalátáját, ami szerinte büdös. Frenchy megemlíti az ausztrál lánynak, hogy van egy ennél is rosszabb marhaétel (chipped beef), amit ők csak úgy emlegetnek, hogy „leokádott buci”. Marty erre azt mondja Sandynek, hogy ne foglalkozzon Frenchyvel és a rossz szájszagot okozó trágár szókincsével. Frenchy azt válaszolja, hogy legalább neki van szókincse, melyet egy kisebb, ám hangos civakodás követ, amit Rizzo állít le. Ezt követően Jan megkérdezi Sandyt, hogy tetszik neki az iskola, azonban ez már szerepel a filmben.
- Miután Patty javasolja Sandynek, hogy lépjen be a pompomcsapatba, mert életre szóló barátnők lehetnek, Jan azt mondja a többi lánynak, hogy bárki megvásárolhatja Patty életre szóló barátságát egy szavazattal.
- Nem folytatták a jelenetet, amikor Marty szemüvegéről egy díszítőelem belehullott a makaróniba. Jan belenyúlna, mire Marty visítva ráüvölt, hogy meg ne egye. Rizzo elköszön, mondván elszív egy Viceroyt a verandán. Frenchy és Marty nagyban keresik a szemüveget díszítő műgyémántot.
- A Summer Nights dalt felvezető jelenetben Frenchy megkérdezi Sandytől, mit csinált a nyáron. A kérdést azonban eredetileg megelőzte Marty panaszkodása, ugyanis a nyáron az édesanyja benyitott akkor, amikor a barátjával a dolgok izgalmasra fordultak volna. Emiatt két hét büntetést kapott.
- A szurkolói bulin Blanche emlékezteti az igazgatót, hogy el ne felejtse a beszédhez készített jegyzeteit. Miss McGee elutasítja, elmondása szerint már vagy százszor mondott beszédet, nem kell hozzá jegyzet. Felkonferálja az edzőt azzal, hogy ő az egyetlen, aki véget vethet a Rydell hétéves mélyrepülésének*. Jan „hamutartónak” hívja az edzőt. Calhoun edző, miután a mikrofonhoz érkezett, felszólította a Rydellt, hogy verjék szét az ellenséges csapatot, majd elnézést kért a hölgyektől*.
- Az első éttermi jelenetben Kenickie pár szót szól Violához, a pincérnőhöz, aki sörbetet és banánhajót szolgál fel.
- Alternatív táncjeleneteket forgattak a Rock 'n' Roll Is Here To Stay című számhoz a bálon, azonban ezek a háttértáncosokat szerepeltetik. Kimaradt, hogy National Bandstand producere bejelenti, 5 perc múlva kezdődik az élőadás, mire Eugene megkérdezi, nem lehetne-e inkább 10 perc múlva.
- Mielőtt Sonny alkoholt önt a puncstálba, két diák a bálon összeverekedik, őket Miss McGee igazgatónő és Calhoun edző próbálja szétválasztani, azonban utóbbi véletlenül majdnem megfojtja az igazgatónőt.
- A bálon a Tears on My Pillow című szám játszásakor a szereplők néhány szót váltanak egymással, köztük Doody megkérdezi Frenchyt, örül-e, hogy visszairatkozott a Rydellbe. Kimaradt jelenet azonban, hogy Leo megjegyzi Rizzónak, senki se rángassa a barátnőjét, Cha-Chát*, továbbá Kenickie emlékezteti Cha-Chát, kivel jött a bálba*. A szám kezdetekor Murdock tanárnő megkörnyékezi a National Bandstand producerét.
- Az autóverseny előtt Marty vigasztalja Kenickie-t a balszerencséje miatt.
- Miután Danny és Sandy felszállnak a felhők közé, a stáblistát egy Rydell-évkönyv vezeti fel. Eredetileg Sandy és Danny csókot váltottak volna, amit egy rövid rajzolt jelenet követ, ahogy az autó kirepül a képből, és az évkönyv megjelenik, azonban a csókot és a rajzolt autót kivágták. Randal Kleiser, a producer azonban reméli, hogy a film 50. évfordulóján az általa eredetileg szánt módon, a csókkal ér véget a film.

A csillagozott jeleneteket vagy párbeszédeket a Grease élő feldolgozta. A „Scorsese-jelenet” nem elérhető.

## Bemutató és fogadtatás
A hosszas utómunkák után 1978 nyár elején egy próbavetítést tartottak, nézők előtt, de eltitkolt címmel. Mivel fennállt a lehetősége egy bukásnak, minél távolabbi helyszínt igyekeztek keresni. Végül Hawaii egyik moziját választották ki Honoluluban. Noha egy helyi rádiós disc-jockey felismerte a filmet és a műsorában közölte is címét, a vetítés teljes sikerrel zárult. Ezután a Paramount ötmillió dollárt szánt a film USA-beli reklámozására, mely májusban kezdődött meg.
Két hónappal a filmbemutató előtt megjelent a filmzenei album, mely hatalmas sikert aratott, 12 hétig vezette a Billboard-albumok listáját, és 77 hétig szerepelt rajta. Minden idők második legsikeresebb filmzenei albuma lett a Saturday Night Fever mögött, mintegy 25 millió példányban fogyott el. A bemutatóra 21 oldalas képes promo-füzet jelent meg.
A Grease első, meghívott vendégek előtti magánvetítése 1978. június 1-jén, este fél kilenckor volt a Hollywoodi Samuel Goldwyn moziban. A Los Angelesi világbemutatót 1978. június 4-én tartották, a Grauman’s Chinese Theatre moziban. A vetítés előtt tömegek gyűltek össze, az érkező alkotók kocsijait szinte megostromolták. Az estről Grease Day USA címmel tévéműsor is készült.
A film New York-i díszbemutatója június 13-án volt, a bemutató utáni partit a Studio 54 diszkóban tartották.
A közönségpremier június 16-án volt.
A film szeptember 16-i londoni bemutatójára több ezren gyűltek össze. Kétszáz rendőrt is a mozihoz vezényeltek, ennek ellenére tömeghisztéria tört ki, a rajongók a kocsi tetején ugrálva gyakorlatilag megostromolták John és Olivia érkező autóját. A chicagoi bemutatón szintén tömeghisztéria tört ki, a rendőrök nem tudták az érkező autót megvédeni az összegyűlt háromezer rajongótól, Olivia bordatörést szenvedett a tumultusban.
Az eredetileg egyszerű, hétköznapi középiskolás filmnek szánt Grease hatalmas sikert ért el a világ számos országában, sikere az alkotókat is megdöbbentette.
Los Angeles-i világbemutatója a filmművészet évtizedekkel korábbi aranykorára emlékeztető tömegmegmozdulás lett. A Grease az USA-ban az év legtöbb nézőt vonzó és legtöbb bevételt hozó filmje, A muzsika hangja után minden idők második legnépszerűbb filmmusicalje lett már a bemutató évében, majd első helyre tornászta fel magát hamarosan. 1979-ben John Farrar a Hopelessly Devoted to You dalért Oscar-jelölést kapott, a filmet és alkotóit öt kategóriában jelölték Golden Globe-díjra, továbbá két People’s Choice díjat kapott Amerikában, Golden Screen díjat az NSZK-ban. A Grease dalai még 33 évvel a bemutató után is sorra döntik a különféle rekordokat.
A magyarországi mozivetítésre a húszéves jubileumi újrabemutatóig kellett várni (jóllehet a televízióban ezt megelőzően több ismétlést is megért, 1987 augusztus 15-én biztosan leadta a TV1), de a film zenéje már a bemutató évében eljutott hozzánk, dalai akkoriban nálunk is igen népszerűek voltak.
A filmnek köszönhetően John Travolta és Olivia Newton-John szupersztár-státuszt ért el a filmvilágban.

## Folytatás és utóélet

### Grease 2
1982-ben mutatták be a Grease 2 című filmet, mely két évvel az eredeti történet után játszódik. Az eredeti szereplők közül csak Frenchy, az igazgatónő, az iskolatitkár, a tornatanár, a lúzer Eugen Felznic és Leo tér vissza a filmben. A film a négy év alatt drámaian megváltozott ízlés és korszellem miatt nem aratott különösebb sikert.
Tervbe volt véve egy harmadik rész is, a Grease 3, mely a T-Birds és Pink Ladies tagok gyermekeiről, az összeházasodott Sandy és Danny lányáról szólt volna. A húsz évvel az eredeti történet után, 1978-ban játszódó történetben Sandy és Danny is feltűnt volna, de mivel sem John Travolta, sem Olivia Newton-John nem kívánta a felnőtt Danny és Sandy szerepét eljátszani, a terv végül nem valósult meg.

### 1998-as kiadás
A színpadon továbbra is folyamatosan és sikeresen játszott musical láttán, némi kockázatot vállalva, az eredeti bemutató után 20 évvel a Paramount ismét műsorra tűzte a filmet. A képanyagot feljavították, új, teljes térhatású hangsávot készítettek. A mesterkópia zenei hangsávja viszont olyan mértékben elöregedett, hogy lejátszhatatlan volt. Egy kockázatos eljárással, egy közönséges konyhai sütőben való hatórás melegítéssel végül sikerült lejátszhatóvá tenni, és így megmenteni. Az újravetítés díszbemutatójára ismét a Mann’s Chinese Theaterben került sor, a szereplők egy része (Sandy, Danny, Frenchie, Kenickie) is megjelent. Az estről tv-műsor is készült. A bemutató alkalmával ismét megjelent a film zenei anyaga CD lemezen. A Grease-t ekkor mutatták be első alkalommal a magyarországi mozikban.
A húszéves jubileum alkalmából adták ki a Frenchyt alakító Didi Conn könyvét Frenchy’s Grease Scrapbook: “We’ll Always Be Together!” címmel, melyben a forgatás alatti élményeit és érdekességeket mesél el.

### Grease Sing-A-Long
2010. július 7-én mutatták be az amerikai mozik a Grease egyedülállóan felújított változatát, melynek címe Grease Sing-A-Long volt. A filmet kockánként felújították, a színeket kissé felerősítették. A film vidám hangulatának megfelelően kialakított harsány színű képeket a daloknál mutatós karaoke-feliratokkal is kiegészítették. Bemutatója a Hollywood Bowl arénában volt, 18 000 néző előtt. A Grease Sing-A-Long mindössze két hétig szerepelt az amerikai mozik műsorán, majd világ körüli útra indult.
A Sing-A-Long változat mozielőzetesében a fiatal korosztály védelmében néhány olyan változtatást is eszközöltek, melyek nem nyerték el a nézők tetszését, például digitális úton eltávolították a dohányzást, Sandy és Danny filmvégi jelenetéből is eltűnt az akkori időszakra jellemző cigaretta. Egyes, kissé durvább szavakat is eltávolítottak. A fenti változtatások csak a film mozielőzetesére vonatkoztak, magára a filmre nem.

### Video- és DVD-kiadások
A film videováltozata az 1980-as évek közepén, az első DVD-kiadás pedig 2002-ben jelent meg világszerte. 2006-ban jelent meg a számos extrával bővített rózsaszínes borítójú Rockin' Edition, a kékes borítójú Rockin’Rydell Edition később a kétlemezes Special Edion with Sing-Along kiadás, mely nem azonos a Sing-A-Long moziváltozattal. A BluRay változatok kifogástalan képminőséggel és Dolby TrueHD hangsávval rendelkeznek. A film Magyarországon feliratos és szinkronizált DVD-változatban is beszerezhető.

### Grease élő
2016-ban a Fox műsorra tűzte a Grease élőt, amely az eredeti filmnek és musicalnek egy sajátos, élőtelevíziós feldolgozása. Az alkotók célja a film és a színház sajátosságainak megragadása volt, amihez egy élő közönség is társult, ezáltal egy igazi gimnázium légkörét teremtették meg.
Sandyt (aki nem ausztráliai, sem amerikai-lengyel, hanem utahi, ezáltal az Olsson és a Dumbrowski helyett mormon neveltetésre utaló Young vezetéknevet kapott) Julianne Hough, Danny Zukót Aaron Tveit, Betty Rizzót Vanessa Hudgens alakította. Az eredeti filmből a Frenchyt alakító Didi Conn és a Doodyt alakító Barry Pearl is feltűnt.

### 2018-as kiadás
A film 40. évfordulója alkalmából a negatívokat újra elővették, és a képi anyagot felújították, a színeket helyreállították. A rajongók elérték, amire 20 éve vártak, ugyanis a zenei anyagot a 20. évfordulóra jelentősen megváltoztatták, azonban 2018-ban újrakeverték és visszaállították az eredeti állapotába. Többek között a kritizált, később hozzáadott vokált eltávolították a Hopelessly Devoted to You dalból, a bál jeleneteihez később hozzáadott, felesleges hangeffekteket, zajokat eltüntették, a zenéket kiegyenlítették, valamint egyes, korábban lekevert megszólalások, éneklések (Jan, Putzie, Marty, Sonny és Doody a You're the One That I Want alatt) újra hallhatók. A film ismét visszakerült a mozivászonra Amerikában.
Elkészítették a film legelső ultra HD, 4K felbontású változatát, de a felújított film elérhető normál Blu-Ray- és DVD-lemezen is. További évfordulós kiadások: amerikai gimnáziumi szekrényre emlékeztető SteelBook, amelyhez a Grease élőt és a Grease 2-t is mellékelték, valamint egy másik különleges kiadásban a filmhez egy Rydell-évkönyv jár. Európa-szerte több országban is elérhetők ezek vagy hasonló változatok. Magyarországon az eredeti film jelent meg a 40 éves jubileum alkalmából 4K-, Blu-Ray- és DVD-kiadásban 2018. június 22-én, azonban magyar szinkron nélkül.

## Forgatási helyszínek
A Grease azon kevés filmek közé tartozik, melyeket döntő részben külső és ismert helyszíneken forgattak. Az eltelt több mint harminc év ellenére a film forgatási helyszínei alig változtak, mindegyikük felismerhető és beazonosítható; ebben nagy segítséget jelenthet a Google Föld program. A helyszínek esetleges meglátogatásakor nagyon fontos betartani a magánterületre és fotózásra vonatkozó helyi szabályokat.

### Venice High School
A filmbéli Rydell High School egy valójában is létező jó nevű középiskola, neve Venice High School. Los Angeles északnyugati részén, az óceán partján fekvő Venice területén található, az óceántól induló Venice Boulevard mentén, kb. 3 kilométernyire a parttól. A durván 300×400 méteres alapterületű, több épületből, sportpályákból és zöldterületből álló iskola jogelődjét 1911-ben alapították, az akkoriban kilométerekre szinte lakatlan, mezőgazdasági területen. Az akkori épületet egy földrengés elpusztította 1933-ban.
A jelenleg is álló Art Deco stílusú épületek építése 1935-ben kezdődött meg, az egész épületcsoport az 1950-es évekre készült el a mai is látható formában. Az eredetileg tervezett három összekapcsolt épület és az előtte lévő park szimmetriáját az utólagosan felhúzott épületek sajnos megtörik. Az iskola egésze a film forgatása óta eltelt több mint harminc év alatt nem sokat változott. A filmben a főépület előtt látható egy 1924-ben készült fehér szobor, melyhez az akkor itt tanuló 16 éves Myrna Loy, későbbi híres filmszínésznő állt modellt. Három mellékalakja a tudományágakat szimbolizálta. Az egész szoborcsoport eredetileg egy kis díszmedencében állt, a régi épület előtt. Az évtizedekig itt álló szoborcsoportot a nyolcvanas évektől kezdődően vandálok sorozatosan megrongálták. Többször renoválták, védőkerítést kapott, de 2000-ben végül lebontották és elszállították. 2010-ben állították fel a bronzból készült, így a filmben láthatóra csak kevéssé emlékeztető másolatát, az eredeti szoborcsoport három mellékalakja nélkül. Az udvaron a filmben láthatóhoz képest valamivel kevesebb a növény, az iskola egésze a drappos festés helyett mindenütt fehéret kapott, kék díszítéssel. A főépülettől jobbra látható elnyúló faárkád sincs meg már a filmben látható módon, helyette új épült.
A főépület frontja és az előtte lévő kis park közvetlenül az út mentén fekszik, kerítés ezen a szakaszon nincs, a járdáról tökéletesen belátható. Az udvar szabadon látogatható, az iskola esetleges megtekintéséhez be kell jelentkezni az irodában. Az iskola 2011. június 24-én ünnepelte a százéves fennállását, az ebből az alkalomból tartott karnevál részeként levetítették a Grease Sing-a-Long változatát; Olivia Newton-John videoüzenetben köszöntötte az eseményt.
Az iskola főépülete előtt forgatták az első tanítási napon a beözönlő fiatalokat, a bejárat mellett találkozott Danny a bandájával, itt láthattuk Frenchyt és Sandyt is bemenni az iskolába. Szintén innen özönlöttek ki a végzősök az utolsó tanítási napon, de magát a karnevált nem itt forgatták (l. lejjebb). Rizzo és a Pink Ladies az épülettől jobbra található, azóta is létező parkolóból mentek az épület felé.
Érdekesség, hogy az épület északnyugati tájolású, így a nap csak nyáron és naplemente előtt világítja meg, ezért az iskolakezdés jelenetét a szokásos reggel nyolc helyett késő délután, naplemente előtt forgatták, innen adódik az épület filmben látható aranyló-vöröses színe.
Sandy a főépülettől jobbra található épületszárny mögötti, az akkor még nyitott ebédlőterületen mesélte el új osztálytársainak nyári élményét. Ez a lunch area nevű rész az ételkiadó és büfé kis épületével együtt mai napig létezik, de az egész terület kapott egy tetőt azóta. Még a filmben látható hosszú asztalok is használatban vannak. Az ebédjelenet után az órára menő Sandy és Frenchy megáll beszélgetni a főépületeket összekötő árkád előtt, ekkor néhány pillanatra látható, amint az utcán a hetvenes évek modern autói járnak. A táncverseny előtt a főépülethez csatolt jobb oldali melléképület hátsó sarkánál állt a tévécsatorna (1970-es évekből való, nem korhű) közvetítőkocsija, és ide érkezett Leo kocsija, mikor a lányok beszálltak hozzá. Rizzo második dala a There Are Worse Things I Could Do volt. A jelenetet az iskola főépülete és bal szárnya közötti árkád alatt vették fel, onnan pár méternyire állt Kenickie versenyre felkészített kocsija. Az autószerelő műhelyből való kiállás helyszíne szintén az iskola volt, de pontos helye nehezen azonosítható be. A műhely belső jelenetének helyszíne nem ismert.
A Venice High School sportudvarán is számos jelenetet forgattak. Danny a nagy sportpálya lelátóján, szemből nézve a bal szélének legtetején mesélte el nyári élményeit barátainak; jól látható a háttérben az iskola főépülete. Szintén itt forgatták Danny távfutását, Sandy és Tom a lelátó közepe táján beszélgettek, mikor Danny hasra esett egy akadályban. A baseballjelenet közvetlenül a nagy sportpálya melletti baseballpályán készült. A kosárlabda-jelenet helyszíne a sportudvar délnyugati sarkában, a ma is működő kosárlabdapályákon volt, de a próbajáték közbeni utasításokat a nagy lelátó tövében adta az edző, onnan kb. 50 méterre. A háttérben látható iskolaépületekről jól beazonosíthatóak a fenti helyszínek. Szintén a sportpályán és az iskola területén forgatták az évnyitó utáni tábortüzes estet; a sportpálya lelátója tisztán felismerhető.

### Leo Carillo State Beach (Malibu)
- Sandy és Danny a filmet bevezető rövid, de meghatározó tengerparti jelenetét a malibui Leo Carillo State Beach-en forgatták, a Mulholland Highway és a Pacific Coast Highway találkozásától száz méterre nyugatra, a híres Kormoránok Sziklájához egészen közel. A jelenet helyszíne, a homokvár méteres pontossággal beazonosítható.
- Egészen pontosan ugyanezen a helyen forgatták Sandra Dee Gidget (Csirpe) című filmjét, melyben egy Sandyra minden szempontból hasonló lányt alakított. A helyszínen túl a cselekmény időpontja is azonos, 1958 nyarán kezdődik és tanév végén ér véget mindkét történet, így a két karakter akár találkozhatott is volna a parti szikláknál. A Grease esetében a hasonlóság szándékos Sandra Deevel és az 1959 tavaszán bemutatott Gidgettel. A szikláktól alig száz méterre nyugatra állt a díszletház, mely a Mr.Hobbs szabadságra megy című filmben volt látható. Itt forgatták a Xanadu egyik jelenetét is, melyben Gene Kelly egy sziklán klarinétozik.

### Egyéb helyszínek
- Az évzáró karnevál egy téglafalú épületből egy lelátó mentén a vidámparkká változtatott sportpályára özönlő fiatalokkal a John Marshall High School (3939 Tracy Street, Los Angeles) sportudvarán készült. Mivel az iskola körül csak egyszerű drótkerítés van, az azóta is változatlan épület és a már felújított sportpálya is kiválóan látható az utcáról.
- Az iskola belső jeleneteinek legnagyobb része, az osztálytermek, folyosó és az iskolabál a Huntington Park High School (6020 Miles Ave, Huntington Park CA) épületében készültek, nyári szünidő alatt.
- Frenchyék háza, a lánybuli helyszíne egy magánház, címe 4524 Kingswell Ave, East Hollywood. A ház harminc év alatt semmit sem változott. Mivel magántulajdonban áll, nem látogatható. A Frenchy szobájában játszódó buli és Sandy jelenete a hátsókertben stúdióban készült, de a fiúk érkezését és Rizzo ereszcsatornán való leereszkedését itt vették fel.
- Az autósmozi-jelenet a Burbank Pickwick Drive-In (1100 W Alameda Ave, Burbank, CA) autósmoziban készült, Los Angeles környékén. A mozi utolsó előadását 1989. szeptember 14-én tartotta, utána bezárt, lebontották; ma bevásárlócentrum áll a helyén. A mozi egykori légi fotója fent maradt a Google Föld 1989. augusztus 22-i, a mozi bezárása előtt egy hónappal készült légitérképén. A filmjelenet a vászontól balra, a mozi közepétől kissé hátrább készült.
- Az autóverseny helyszíne a Los Angeles folyó kibetonozott és többnyire szinte kiszáradt medrében volt. A verseny startja Los Angeles belvárosától másfél kilométerre keletre, a 6th Street Bridge alatt volt, innen észak felé haladtak a versenyzők. Félúton átmentek a 4th Street Bridge alatt, majd az 1th Street Bridge után közvetlenül fordultak meg. Visszafele a folyómeder jobb oldali betonrézsűjén versenyeztek, majd Leo kocsija közvetlenül a cél előtt sérült meg a középső, pár méter széles, vízzel telt medren való átugratáskor. A verseny teljes távolsága kb. 2200 méter volt. Sandy a többiektől különvonulva, a hídtól kb. 50 méterre lefelé, a bal oldali rézsűn ülve figyelte az eseményeket. Mivel a környék jelenleg Los Angeles egy veszélyes területének számít, a helyszín meglátogatása csak kellő óvatossággal ajánlott. Pontosan ezen a helyen forgatták sok más film mellett Arnold Schwarzenegger Az utolsó akcióhős és Terminátor 2. – Az ítélet napja filmjének üldözéses jeleneteit is.
- A Paramount Pictures Studios egyik díszletutcájában vették fel a Frosty Palace gyorsétterem előtti jelenetét, a Scorpions érkezését. Fedett stúdióban készült a Grease Lightning, a tiniangyal-jelenet, itt építették fel a Frosty Palace belső terét is. Frenchyék házának belseje és a hozzá kapcsolódó Hopelessly Devoted to You jelenet is stúdióban készült.

A jelenetek pontos helyszíneinek honlapja az Egyéb információk/honlapajánló bekezdés alatt található.

## A film címének eredete
A film a címét egyrészt az ötvenes évek rock and roll korszakának jellegzetes, előreálló frizurát hordó, bőrdzsekit viselő, főként munkáscsaládokból származó, úgynevezett Greaser fiataljai után kapta. A Grease szó angolul többek között egyfajta glicerin alapú, krémes állagú hajkencét is jelent, ezzel formázták a Greaser fiatalok frizurájukat. A jelenleg csak kevesek által használt, de a régebbi időkben népszerű termék Magyarországon hajfény, brillantin és (főként a múlt század első harmadában) pomádé néven volt ismert. Hasonló célú termék a folyékony állagú hajolaj, vagy napjaink hajzseléje.
Másik jelentése szerint a Grease utalás a korszak fiatalok által kedvelt gyorséttermeinek zsíros, egészségtelen hamburgereire.

## A film címe a világ országaiban
A film a világ legtöbb országában Grease cím alatt ismert. Az angolszász eredetű szavakat nem kedvelő országok legtöbbjében is ezen a címen fut. Ez alól többek között Oroszország az egyik kivétel, ahol Briolin címen ismert, valamint Amerika spanyol nyelvű területei, ahol Vaseline, de a portugál nyelvű Brazíliában már ismét Grease a film címe. Spanyolországban a kezdeti időkben Brillantine címen adták a mozikban, de hamarosan ott is visszatértek az eredeti elnevezéshez.
Magyarországon a filmet a maga idejében nem vetítették a mozikban, de a film ismertebb dalait a rádióban már 1978 nyarán bemutatták. A kor szokása szerint a rádióadásokban minden külföldi dal címét magyarra lefordítva konferálták be, a film címadó dala, a Grease így kapta a már akkoriban is régies és nem használatos Pomádé elnevezést, ezáltal a filmet is egy időben ezen a címen említették. Akkoriban például a Hair című filmet is Haj címen említették, Mad Max Őrült Max volt, de később visszatértek az eredeti elnevezéshez, mára mindegyiküknél ez az általánosan ismert és elfogadott. A Grease esetében a DVD kiadásokban már egyáltalán nincs feltüntetve a Pomádé mint filmcím.

## Érdekességek
- A mindössze hatmillió dollárból készített film az évek során közel négyszázmillió dollár bevételt hozott, így a Grease a filmtörténet egyik legtöbb bevételt hozó filmje abszolút és relatív értelemben is.
- A Grease-album 27 millió példányban fogyott el világszerte, így a zenetörténet egyik legsikeresebb albuma.
- A Summer Night jelenetet megelőzően szóba kerül, hogy senkinek sincs nagyobb mérete, mint Anettenek. Anette Funicello a korszak egyik népszerű, dús keblekkel megáldott színésznője volt.
- A Rydell High School egy valójában is létező és mai napig működő, jó nevű középiskola, neve Venice High School, címe 13000, Venice Boulevard; Los Angeles északi részén található, néhány kilométerre az óceántól. Több ismert filmet is forgattak a területén, filmturisták kedvelt célpontja.
- Mikor Oliviát megkérdezik, a „jó” vagy a „rossz” Sandyval szimpatizál-e inkább, sosem válaszol egyértelműen, inkább csak mosolyog.
- A Saturday Night Life tévésorozat egyik 1982-es epizódjában egy humoros jelenet van, melyben Olivia alakítja a „jó” lányokon gúnyolódó, cigarettázó, bőrdzsekis „rossz” Sandyt.
- A Rydell High School 1959-ben végzett növendékei, Sandy, Danny, a T-Birds és a Pink Ladies 2011-ben töltötték volna be a 70. életévüket. A film elején történt egy utalás, miszerint Kenickie esetleg osztályt ismételt, így ő egy évvel idősebb lenne a többieknél.
- Olivia Newton-John Sandy filmbéli átalakulásáért 2011 szeptemberében megnyerte a Queen of movie makeovers díjat, olyan sztárokat előzve meg, mint Sandra Bullock, Julia Roberts vagy Audrey Hepburn.

## AGreasedalai

### Az eredeti musical dalai az elhangzás sorrendjében
A színházi változatban a T-Birds neve Burger Palace Boys volt.
- Alma Mater (Rydell induló) – Miss Lynch, Patty, Eugene és a társulat
- Alma Mater (kiforgatott szövegű diákváltozat) – Pink Ladies és a Burger Palace Boys
- Summer Nights – Sandy, Danny, Pink Ladies és a Burger Palace Boys
- Those Magic Changes – Doody, Burger Palace Boys és a Pink Ladies
- Freddy, My Love – Marty és a Pink Ladies
- Greased Lightnin’ – Kenickie és a Burger Palace Boys
- Rydell Fight Song – Sandy és Patty
- Mooning – Roger és Jan
- Look at Me, I’m Sandra Dee – Rizzo
- We Go Together – Pink Ladies és a Burger Palace Boys
- Shakin’ at the High School Hop – a társulat
- It’s Raining on Prom Night – Sandy és Radio Singer
- Shakin’ at the High School Hop (ismétlés) – a társulat
- Born to Hand Jive – Johnny Casino és a társulat
- Beauty School Dropout – Teen Angel, Frenchy és az angyalok kara
- Alone at a Drive-in Movie – Danny és a Burger Palace Boys
- Rock ’N’ Roll Party Queen – Doody és Roger
- There are Worse Things I Could Do – Rizzo
- Look at Me, I’m Sandra Dee (Reprise) – Sandy
- All Choked Up – Sandy, Danny, Pink Ladies és a Burger Palace Boys
- We Go Together (ismétlés) – a társulat

### Filmzenei albumok

#### The Original Soundtrack from the Motion Picture Grease
Eredeti dupla hanglemez kiadás: RSO Records, RSD-2001, 1978
- Grease [Frankie Valli]
- Summer Nights [Travolta-ONJ-Cast]
- Hopelessly Devoted To You [ONJ]
- You’re The One That I Want [Travolta-ONJ]
- Sandy [Travolta]
- Beauty School Dropout [Frankie Avalon]
- Look At Me, I’m Sandra Dee [Stockard Channing]
- Greased Lightnin’ [Travolta-Jeff Conaway]
- It’s Raining On Prom Night [Cindy Bullens]
- Alone At The Drive-In Movie [Instrumental]
- Blue Moon [SHA-NA-NA]
- Rock ’N’ Roll Is Here To Stay [SHA-NA-NA]
- Those Magic Changes [SHA-NA-NA]
- Hound Dog [SHA-NA-NA]
- Born To Hand-Jive [SHA-NA-NA]
- Tears on My Pillow [SHA-NA-NA]
- Mooning [Louis St.Louis-Cindy Bullens]
- Freddy, My Love [Cindy Bullens]
- Rock ’N’ Roll Party Queen [Louis St. Louis]
- There Are Worse Things I Could Do [Stockard Channing]
- Look At Me, I’m Sandra Dee (Reprise) [ONJ]
- We Go Together [Travolta-ONJ-Cast]
- Love Is A Many Splendored Thing [Instrumental]
- Grease (Reprise) [Frankie Valli]

Az album LP-, majd CD-változata a világ sok országában megjelent, többnyire különféle helyi kiadók gondozásában.
A hanglemez és CD-dalainak sorrendje nem követi a filmet, és erősen eltér a színpadi változattól.

#### Grease: 25th Anniversary (Deluxe Edition)
A Grease 25 éves évfordulójára, 2003. szeptember 23-án megjelent dupla CD a Polydor kiadó gondozásában (Polydor 6304233). Az első lemez az eredeti kiadás remasterelt változata. A második, bonus lemez a film addig meg nem jelent zenei részleteit, remixeket, karaoke-változatokat tartalmaz:
- Grease – (B-side, instrumental)
- Summer Nights – (sing-a-long version)
- Hopelessly Devoted To You – (sing-a-long version)
- You’re The One That I Want – (sing-a-long version)
- Sandy – (sing-a-long version)
- Greased Lightnin’ – John Travolta (single version)
- Rydell Fight Song – (previously unreleased, instrumental)
- Greased Up And Ready To Go – (previously unreleased, instrumental)
- Grease Megamix: You’re The One That I Want / Greased Lightnin’ / Summer Nights – John Travolta/Olivia Newton-John
- Grease Dream Mix: Grease / Sandy / Hopelessly Devoted To You – Frankie Valli/John Travolta/Olivia Newton-John
- Summer Nights – Olivia Newton-John (Martian remix)
- You’re The One That I Want – John Travolta/Olivia Newton-John (Martian remix)

### Kislemezek
- You’re The One That I Want / Alone At A Drive-In Movie RSO 2090 279, 1978. május
- Hopelessly Devoted To You / Love Is A Many Splendored Thing RSO 2090 309, 1978. október
- Summer Nights / Rock ’n’ roll Party Queen RSO 2090 316
- You’re the One That I Want / Alone At A Drive In Movie, Magyar kiadás, Pepita SPSK-70365, 1978
- Grease Megamix – Polydor Po114, 1990
- Grease DreamMix – Polydor po136, 1991
- You’re The One That I Want / The Grease Mega-Mix (PWL version) Polydor 44122-1, 20. éves jubileumi kiadás, 1998, UK
- You’re The One That I want / Summer Nights (Martian Remix) Polydor 678 310-2, 1998, holland kiadás
- Grease – The Remix EP, Polygram 567 031-2, 1998, ausztrália
- Summer Nights (Martian Remix) / Grease Dream Mix / Summer Nights (original version) / We Go Together – CD Single, Polydor 567 063-2, 1998. szeptember, német kiadás

A fenti kislemezeken felül különféle egyéb, változó összeállítású kislemezek is kiadásra kerültek különböző kiadóknál.

### Helyezések
- Album – USA: Billboard No.1, RIAA 8x platinalemez,

UK: Album Chart No.1, BPI platinalemez,
Ausztrália: No.1
- Grease dal – USA: No.1, UK: No.3
- You’re the One That I Want – USA, UK, AU: No.1, Billboard AC lista: No.23, NSZK: No.1.
- Summer Nights – USA: No.5, UK: No.1, AU: No.8, Billboard AC lista: No.21, NSZK No.4
- Hopelessly Devoted to You – USA: No.3, UK: No.2, AU: No.4, Billboard AC lista: No.7
- Sandy – UK: No.2
- Grease Lightning – USA: No.47, UK: No.11
- Grease Megamix – UK: No.5 (1990)
- Grease Dreammix – UK: No.47 (1990)
- Grease Megamix – UK: No. 4 (1998)

## Díjak, jelölések, elismerések, rekordok
- CNBC, a Grease 1978 legjövedelmezőbb filmje (USA)
- CNBC, a Grease minden idők legjövedelmezőbb filmmusicalje (USA)
- CNBC, a Grease az 1970-es évek harmadik legjövedelmezőbb filmje a Cápa és a Star Wars után (USA)
- CNBC (2011), a Grease minden idők ötödik legjövedelmezőbb filmje

Oscar-díj (1979)
- jelölés: John Farrar a Hopelessly Devoted To You című dalért (legjobb eredeti dal)

Golden Globe-díj (1979)
- jelölés: legjobb filmmusical vagy vígjáték
- jelölés: John Travolta (legjobb férfi főszereplő – zenés film vagy vígjáték)
- jelölés: Olivia Newton-John (legjobb női főszereplő – filmmusical vagy vígjáték)
- jelölés: John Farrar a You’re The One That I Want cím dalért (legjobb eredeti filmbetétdal)
- jelölés: Barry Gibb a Grease című dalért (legjobb eredeti filmbetétdal)

Golden Screen, Németország (1979)
- díj: Golden Screen díj

People’s Choice Awards, USA  (1979)
- díj: legjobb film
- díj: legjobb zenés film

Satellite Awards (2006)
- jelölés: legjobb klasszikus DVD

TV Land Award (2008)
- jelölés: legjobb táncjelenet jelölés (You’re The One That I Want)

### Javasolt irodalom
- Gregory Branson-Trent: Magic: The Music Of Olivia Newton-John, USA 2007, ISBN 1-4251-2393-7
- Darren Mason: Olivia: One Woman’s Journey, Minerva Press, UK 1999, ISBN 0-7541-0817-1

### Honlapok
- Hivatalos oldal
- Grease a PORT.hu-n (magyarul)
- Grease az Internet Movie Database-ben (angolul)
- Grease a Rotten Tomatoeson (angolul)
- Grease a Box Office Mojón (angolul)
- a szereplőkről Archiválva 2018. szeptember 30-i dátummal a Wayback Machine-ben
- A film részletes elemzése
- a Grease forgatási helyszínei térképpel, fotókkal
- Singalong Grease is the word at The Hollywood Bowl…
- hibák, érdekességek
- Los Angelesi premier, 1978